# Progresemos
Progresemos es un partido político peruano centrado en la política ecológica y el bienestar animal. Fundado en noviembre del 2023 e inscrito en julio del 2024, el partido es liderado por el abogado Paul Jaimes Blanco, exsecretario general del Ministerio de Desarrollo Agrario y Riego del Perú. 
Se proyecta que el partido participe en las próximas elecciones generales con el economista y excandidato presidencial de Avanza País, Hernando de Soto, como su candidato presidencial potencial y más conocido en una posible amplia coalición de derecha.  

## Historia
Progresemos fue fundado el 22 de noviembre del 2023, por Paul Jaimes Blanco, exsecretario general del Ministerio de Desarrollo Agrario y Riego. El 3 de julio del 2024 el partido logra su inscripción en el Registro de Organizaciones Políticas (ROP) del Jurado Nacional de Elecciones (JNE) con miras de participar en los comicios del 2026.
En marzo del 2025, el partido anuncio como precandidato presidencial  al economista Hernando de Soto para los comicios del 2026, esto mediante un acuerdo con su partido Capital Popular de formar una alianza electoral.
Sin embargo, tras discrepancias internas en el partido, Hernando de Soto termina renunciando al partido y a su candidatura presidencial. 

## Resultados electorales

### Elecciones presidenciales
| Año  | Fórmula presidencial | Fórmula presidencial | Fórmula presidencial | Fórmula presidencial | Votos | %               | Resultado | Notas |
| Año  | Presidente           | Presidente           | Vicepresidentes      | Vicepresidentes      | Votos | %               | Resultado | Notas |
| ---- | -------------------- | -------------------- | -------------------- | -------------------- | ----- | --------------- | --------- | ----- |
| 2026 |                      | Por definir          | 1.º                  | Por definir          |       | \| \| 0.00 % \| |           |       |
| 2026 | 2.º                  | Por definir          | Por definir          |                      |       | \| \| 0.00 % \| |           |       |
|      | 0.00 %               |                      |                      |                      |       |                 |           |       |

### Elecciones parlamentarias

#### Congreso bicameral
| Año  | Senado | Senado | Senado  | Senado   | Cámara de Diputados | Cámara de Diputados | Cámara de Diputados | Cámara de Diputados | Notas |
| Año  | Votos  | %      | Escaños | Posición | Votos               | %                   | Escaños             | Posición            | Notas |
| ---- | ------ | ------ | ------- | -------- | ------------------- | ------------------- | ------------------- | ------------------- | ----- |
| 2026 |        |        | 0/60    |          |                     |                     | 0/130               |                     |       |

### Elecciones al Parlamento Andino
| Año  | Votos  | %               | Escaños | Posición | Notas |
| ---- | ------ | --------------- | ------- | -------- | ----- |
| 2026 |        | \| \| 0.00 % \| | 0/5     |          |       |
|      | 0.00 % |                 |         |          |       |

### Elecciones regionales y municipales
| Año  | Gobiernos Regionales | Alcaldías Provinciales | Alcaldías Distritales |
| Año  | Representantes       | Representantes         | Representantes        |
| ---- | -------------------- | ---------------------- | --------------------- |
| 2026 | 0/25                 | 0/196                  | 0/1874                |